# قاعدة الملك سعود الجوية
قاعدة الملك سعود الجوية قاعدة جوية عسكرية تابعة للقوات الجوية الملكية السعودية، كانت في السابق تحت مسمى القاعدة الجوية المتقدمة في حفر الباطن، حتى صدر أمر ملكي بتحويلها إلى قاعدة جوية رئيسة، مع تطويرها وإعادة بناءها على ثلاث مراحل خلال أربع سنوات، وتم وضع حجر أساس المشروع في مارس 2016.

## محتويات المشروع[2]
- الخدمات العامة
- البنى التحتية
- منطقة خط الطيران
- المنطقة الفنية
- المنطقة الإدارية
- منطقة الأسلحة والذخائر
- منطقة الإسكان
- المرافق الخدمية
- منطقة التشغيل والصيانة والخدمات